# François de Waldeck
Pour les articles homonymes, voir Waldeck.
François de Waldeck (en allemand: Franz von Waldeck), né en 1491 et mort le 15 juillet 1553, est un homme d'Église allemand, prince-évêque de Minden de 1530 à 1553, de Münster et d'Osnabrück de 1532 à 1553.
Favorable à la Réforme luthérienne, il joue un rôle notable lors de la répression de la révolte anabaptiste de Münster de 1534-1535, mais ne réussit pas à séculariser les principautés épiscopales qu'il dirige.

## Biographie

### Origines familiales et formation
François de Waldeck est le fils du comte Philippe II de Waldeck-Eisenberg (1453–1524) et de la comtesse Catherine de Solms-Lich (1467–1492), fille du comte Kuno de Solms-Lich et de Walpurgis von Dhaun.

### Carrière dans l'Église
Il effectue une carrière religieuse placée sous le signe du cumul des fonctions et des bénéfices ecclésiastiques, avant même d'être devenu prêtre.
Il est d'abord chanoine séculier de plusieurs cathédrales (Cologne, Trèves, Mayence) puis, en 1523, prévôt de l'Alexanderstift. Là, il commence à vivre avec Anna Polmann (1505-1557), qui lui donnera huit enfants, de 1524 à 1544.
Le 10 février 1530, il est désigné comme prince-évêque de Minden et confirmé le 18 janvier 1531.
Le 1er juin 1532, il est également choisi comme prince-évêque de Münster et le 11 juin suivant porté au siège d'Osnabrück. Le 16 août suivant il est confirmé dans les deux diocèses.
Le 29 décembre 1540, il est ordonné prêtre et consacré évêque le 1er janvier 1541.

### La crise de 1533
Au début des annes 1530, la ville de Münster rejoint le mouvement de la Réforme, initié en 1517 par Martin Luther, mais elle tombe rapidement sous le contrôle d'un réformateur radical, Bernhard Rothmann. L'évêque entreprend une action contre la ville, procédant à la confiscation des biens des marchands de sa propre cité épiscopale. En février 1533, le différend s'apaise avec le traité de Dülmen. François Von Waldeck concède la pleine liberté de conscience aux habitants.

### La révolte anabaptiste (juin 1534-juin 1535)
Quand la réforme luthérienne se transforme en mouvement anabaptiste radical lors de l'élection annuelle du conseil le 23 février 1534, enclenchant la révolte de Münster. L'évêque assiège la ville. Le dimanche de Pâques 1534, le chef des anabaptistes Jan Matthijs tente une sortie à la tête d'une petite troupe, mais est battu et tué. Un autre leader, Jean de Leyde se proclame alors « Roi de la ville de la nouvelle Jérusalem » (c'est-à-dire Münster). Pendant plus d'un an, Münster devient une république théocratique anabaptiste.
Avec l'aide de troupes du Saint-Empire, alors dirigé par Charles Quint, et de gens qui ont fui la ville, les armées de l'évêque reprennent la ville le 24 juin 1535.

### Une politique favorable à la Réforme (1535-1547)
Münster est alors re-catholicisée, mais l'évêque est toujours favorable au luthéranisme et use de ses pouvoirs pour en promouvoir en sous-main les enseignements.
Dans le diocèse de Münster, ces efforts se heurtent jusqu'en 1541 à la résistance conjointe du chapitre de la cathédrale et d'une grande partie de la noblesse.
En 1543, l'évêque planifie l'introduction du luthéranisme à Osnabrück, conjointement avec le superintendant de Lübeck Herman Bonnus.
À Minden, où la doctrine luthérienne a été initialement largement acceptée, Franz réussit dès 1535 à pacifier la ville au détriment du chapitre de la cathédrale.
Les efforts de l'évêque pour promouvoir la Réforme protestante sont liés à son souhait de régulariser la relation qu'il entretient avec Anna Polmann, qui lui a donné huit enfants, et de séculariser à son profit les trois diocèses qu'il détient (comme cela a eu lieu en 1525 pour l'ordre Teutonique dans le duché de Prusse).

### Une situation difficile après labataille de Mühlberg(1547)
Mais la victoire de Charles Quint dans la guerre de Smalkalde, en 1547 à Mühlberg, est la victoire du parti catholique et François de Waldeck n'est plus en mesure de faire avancer la Réforme dans ses domaines.
Affaibli politiquement, il est confronté aux ambitions territoriales des princes voisins, aux revendications des bourgeois de ses villes, qui réclament le rétablissement de privilèges perdus en 1535, et à celles des chapitres cathédraux.
Il subit une série d'humiliations et, affaibli par la maladie, meurt en 1553 au château de Wolbeck (localité située à 5 km au sud-est de Münster), résidence des princes-évêques. Il est inhumé dans la cathédrale de Münster.